# Rio Grădiştea
O Rio Grădiştea é um rio da Romênia, afluente do Turcu, localizado no distrito de Braşov.